# Rua 44 (Goiânia)
Rua 44 é uma rua comercial localizada na região central de Goiânia, no bairro Norte Ferroviário. Está localizado na rua, o Terminal Rodoviário de Goiânia e a Feira Hippie.

## Comércio
A Rua 44 é popularmente conhecida pelo grande número de comerciantes centralizados na rua, porém esse grande número de comerciantes agravou em confusões e protestos, como os impasses entre lojistas e vendedores ambulantes.
De acordo com os comerciantes, os vendedores ambulantes atrapalham as vendas de quem tem uma loja fixa na rua. Por causa disso, diversos anos, ocorrem protestos, realizada pelos ambulantes contra a saída dos mesmos.
Inclusive, foi criada a Feira da Madrugada, exclusivamente para os vendedores ambulantes que vendia na Rua 44, começando às 21 horas e terminando às 6 horas da manhã do dia seguinte, assim, não prejudicando os lojistas, por causa do horário comercial.